# 前760年代
| 千纪： | 前1千纪 |
| 世纪： | 前9世纪 \| 前8世纪 \| 前7世纪                                                                              |
| 年代： | 前790年代 \| 前780年代 \| 前770年代 \| 前760年代 \| 前750年代 \| 前740年代 \| 前730年代                    |
| 年份： | 前769年 \| 前768年 \| 前767年 \| 前766年 \| 前765年 \| 前764年 \| 前763年 \| 前762年 \| 前761年 \| 前760年 |

## 重要事件及趋势
- 西周灭亡后，虢公翰在宗周附近立王子余臣为王，史称携王。与成周的东周周平王对立。
- 前766年：宋戴公死后，他的儿子好父说（华氏）、乐父衎（乐氏）、皇父充石（皇氏）形成几个强大家族，合成戴族。
- 前764年：楚国若敖死后，他的儿子鬬伯比、鬬廉等形成强大家族若敖氏。
- 前764年：秦襄公去世，其子秦文公繼位。

## 逝世
- 前769年：魯孝公
- 前766年：秦襄公、宋戴公
- 前764年：若敖

## 重要人物
- 秦襄公